# Comitato di Albareale
Il comitato di Albareale o comitato di Fejér (in ungherese Fejér vármegye, in tedesco Komitat Weißenburg, in latino Comitatus Albensis) è stato un antico comitato del Regno d'Ungheria, situato nell'attuale Ungheria centrale. Capoluogo del comitato era la città di Székesfehérvár.
Il comitato di Fejér confinava con gli altri comitati di Veszprém, Komárom, Pest-Pilis-Solt-Kiskun e Tolna. Geograficamente il territorio era situato sulla sponda destra del Danubio, a breve distanza dalla capitale Budapest.
Il comitato corrisponde sostanzialmente all'attuale contea di Fejér, che ne ricalca i confini salvo per due modifiche territoriali intercorse dopo la seconda guerra mondiale: la città di Érd è passata nel frattempo alla contea di Pest, mentre è stata acquisita una frangia di territorio lungo le sponde del Lago Balaton che prima faceva parte del comitato di Veszprém.